# Eryngium riparium
Eryngium riparium är en flockblommig växtart som beskrevs av Larranaga. Eryngium riparium ingår i släktet martornar, och familjen flockblommiga växter. Inga underarter finns listade i Catalogue of Life.